# Fallsonde
Eine Fallsonde ist eine Wetteraufklärungsonde, welche von einem Flugzeug in ein Gebiet mit tropischen Sturmbedingungen fallen gelassen wird, um in dem Gebiet verschiedene Wetterdaten zu messen. Gemessene Parameter sind dabei die Temperatur, die Luftfeuchtigkeit und der Luftdruck. Durch einen GPS-Empfänger kann die Wettersonde ihre Position bestimmen. Die gesammelten Daten werden an das Flugzeug oder an die Bodenstation übermittelt.
Die Sonde wurde vom National Center for Atmospheric Research in den USA entwickelt.

## Aufbau
Am oberen Ende der Sonde befindet sich ein kleiner Fallschirm. Dieser hält den eigentlichen Funktionsteil der Sonde in der Luft. Der Funktionsteil ist von einem Mantel aus Metall als schützende Hülle umgeben. Folgende Geräte befinden sich in einer Fallsonde: GPS-Antenne, GPS-Empfänger, Drucksensor, Thermometer, Luftfeuchtigkeitssensor und ein Mikroprozessor. Die Fallsonde wird von einer Batterie mit Strom versorgt.

## Ablauf eines Fluges
Das Flugzeug wird in das Sturmgebiet gesteuert. In einer Höhe von ca. 3000 m wird die Sonde fallengelassen. Die Sonde übermittelt den Ort und den Zeitpunkt des Fallenlassens zur Besatzung des Flugzeugs.
Während des Abstiegs wird die Sonde von einem kleinen Fallschirm sowohl stabilisiert als auch in ihrer Sinkgeschwindigkeit verlangsamt. Das hat zur Folge, dass die Sonde verschiedene Daten in verschiedenen Höhen sammeln kann, bevor sie auf die Erdoberfläche trifft.